# San Liberato (San Ginesio)
San Liberato è una frazione del comune di San Ginesio, che prende il nome da Liberato da Loro.

## Geografia fisica
La flora che si può trovare nella frazione è prettamente dominata da faggi europei, alcuni con la cecidomia del faggio, e querce, mentre la fauna è la stessa che si può avvistare in tutto il Parco Nazionale dei Monti Sibillini. Salendo di poco il monte dove sorge l'eremo di San Liberato, si raggiunge una piccola area pianeggiante conosciuta come "Prati di San Liberato", un luogo per picnic e scampagnate. Vista la sua altezza, è possibile godere di un panorama che spazia fino al mare Adriatico.

## Storia
Il 16 marzo, dopo che il gruppo partigiano 201 su decisione del Comando di Vestignano e del Comitato Liberazione Nazionale di Macerata fu sciolto, una piccola parte dei membri presero alloggio proprio nel convento di San Liberato, diretto da Padre Sigismondo Damiani. La decisione di ricomporre il gruppo mostrò subito dei problemi, perché nel convento non c'erano condizioni logistiche e di sicurezza idonee per renderlo un QG. Non appena arrivati, i partigiani trovarono scarsa reperibilità del cibo, perché tutte le risorse disponibili erano già state utilizzate dai partigiani di Monastero e di Piobbico e una cattiva accoglienza da parte dei frati, che non gradivano la loro presenza. Nessuno dei confratelli francescani erano a favore del gruppo, perché c'era il rischio che la loro presenza sarebbe stato un problema per la loro sicurezza, causando un compromesso agli occhi dei nazifascisti. Padre Giacinto Pagnani, in merito a ciò, scrive:
(G. Pagnani, San Liberato e il suo convento. Con ampi cenni sui rapporti tra i Comuni di S. Ginesio e Sarnano e il movimento degli spirituali nelle Marche, edizioni Biblioteca Francescana, Falconara M.ma, 1962.)
La voce che dei partigiani si nascondevano nel convento raggiunse i nazisti tramite una spia ed ex soldato fascista di nome Francesco Sargolini. Saputo ciò, partirono in spedizione da Camerino. Nei pressi del convento spararono dei colpi di fucileria contro due cacciatori, uccidendone uno e facendo allarmare i partigiani che fuggirono. Il gruppo di nazisti, precisamente l'unità II° Brandenburg 3, stavano compiendo un'operazione di rastrellamento anti-partigiana nei pressi della zona. Giunti nella frazione di San Liberato, luogo del convento, minacciarono di morte Padre Damiani per aver ospitato i partigiani e per aver trovato una doppietta. Il frate, in sua difesa, disse che gli serviva per difendersi dai lupi che infestavano il bosco, convincendo i nazisti. Il 23 marzo si presentò al convento Francesco Sargolini, che si confrontò con Damiani. Padre Giacinto Pagnani, in merito a ciò, scrive:
(G. Pagnani, San Liberato e il suo convento. Con ampi cenni sui rapporti tra i Comuni di S. Ginesio e Sarnano e il movimento degli spirituali nelle Marche, edizioni Biblioteca Francescana, Falconara M.ma, 1962.)
Quella stessa sera, mentre era a Monastero, Francesco Sargolini venne prelevato dai partigiani di Piobbico, interrogato, e fucilato come spia. Prima di morire accusò Damiani come traditore, sperando di riuscire a salvarsi dalla morte. Padre Giacinto Pagnani, in merito a ciò, scrive:
(G. Pagnani, San Liberato e il suo convento. Con ampi cenni sui rapporti tra i Comuni di S. Ginesio e Sarnano e il movimento degli spirituali nelle Marche, edizioni Biblioteca Francescana, Falconara M.ma, 1962.)
Il 9 maggio, nella frazione di San Liberato, Sigismondo Damiani, costretto ad allontanarsi dal convento, ritornò in compagnia del nipote Padre Quinto Damiani, fu prelevato e ucciso poco distante dai partigiani di Piobbico, la cui identità fu poi accertata in processo. Padre Giacinto Pagnani, in merito a ciò, scrive:
(G. Pagnani, San Liberato e il suo convento. Con ampi cenni sui rapporti tra i Comuni di S. Ginesio e Sarnano e il movimento degli spirituali nelle Marche, edizioni Biblioteca Francescana, Falconara M.ma, 1962.)
Nel dopoguerra, nei processi penali che ne seguirono, i fatti esaminati furono gli eventi nella frazione di Pian di Pieca e San Liberato. I sospettati dei crimini furono le truppe ignote della SS e i partigiani di Piobbico. Quest'ultimi furono assolti per insufficienza di prove, ma in sede di Appello l’11 marzo 1954 la causa fu riaperta e le nuove testimonianze diedero conferma di colpevolezza a due degli imputati: Lucas Popovich, uno slavo cui sembra che i fascisti avessero ucciso i parenti in patria e il sardo Luigi Cuccui, evaso dalle carceri di Ancona. Dalle testimonianze rilasciate da vari partigiani, tutti i sospetti su padre Damiani parvero infondati, piuttosto venne sottolineata la sua collaborazione, prestata in varie occasioni, alla Resistenza.

## Monumenti e luoghi d'interesse

### Eremo di San Liberato
Il santuario di San Liberato, costruito sull'eremo di Soffiano al confine tra San Ginesio e Sarnano, è dedicato a San Liberato da Loro Piceno da cui prende il nome.